# 부치 에메체타

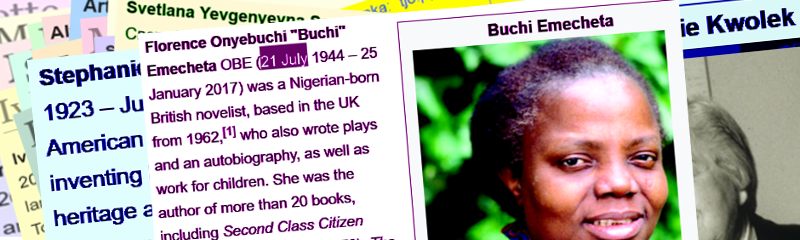

부치 에메체타(Buchi Emecheta, 1944년 7월 21일 ~ 2017년 1월 25일)는 나이지리아 태생이자 1962년부터 영국에 기반을 둔 소설가이다.

## 생애
에메체타는 아프리카에서 가장 잘 알려진 여성작가로서 1944년 라고스에서 태어나 기독교 가정에서 자랐다. 그녀는 문화적으로 다양하고 복잡한 배경을 가지고 있다. 그녀의 부모는 그녀가 전통적인 이보 사회의 신념을 지키면서 살도록 항상 관심을 가졌지만, 그녀가 태어나고 자랐던 이보에서 느꼈던 남성 중심 체제는 그녀 자신을 그 사회의 이방인으로 만들었다. 다시 말해서 유럽이 지배하는 남성 중심의 사회에서 그녀는 새로운 차원의 경험을 통해 세상을 바라보게 된 것이다. 그녀는 상당히 많은 시간을 교육에 투자했으며, 여성 작가가 되는 것이 꿈이었다. 처음부터 그녀의 야망은 실현되기에 많은 장애가 있었다. 심지어 고교 시절 담임선생님은 그녀가 지나친 야망을 가지고 있다는 것을 죄로 폄하하고 하나님께 용서를 구해야 한다고 강요하기까지 했다. 그래서 16세에 학교를 그만두고 결혼해 영국으로 떠난다. 그녀의 남편은 런던에서 공부를 하고, 두 아이의 어머니가 된 에메체타는 남편을 따라온 런던에서 온갖 인종적인 편견으로 고통을 당하며 가난한 가운데 생활하게 된다. 그러나 22세에 남편과 이혼하고 런던에서 혼자 다섯 아이들을 키우면서 고학으로 학업을 지속해 사회학 학위를 받고 소설을 쓰기 시작한다. 그리고 1962년부터 1965년까지 대영 도서관에서 근무했으며, 1972년에 영국 저널 ＜뉴스테이츠맨＞에 글을 발표하면서 소설가로서 확고한 자리를 확보하게 된다. 같은 해에 그녀는 ≪도랑에서(In the Ditch)≫를 출판하면서 소설가로서 확실히 인지도를 높이고, 이를 통해 생활비까지 해결하면서 아프리카 여성으로서는 처음으로 전문적인 작가의 반열에 오르게 된다. 이 작품은 이혼을 한 후 다섯 아이들과 살기 위해 발버둥 치면서 고학하던 당시의 경험을 바탕으로 쓰였다. 런던 사회의 인종적인 편견에 고통을 겪으면서 성실하게 살아가는 그녀는 낙천주의적인 생각을 버리지 않는다. 전남편 프랜시스는 가부장적 권위를 유지하기 위해 그녀를 구타하고 무참히 학대했는데, 이 작품에는 남편으로부터 학대받는 여성의 고통스런 삶도 동시에 다루어지고 있다.
그녀의 경우 모든 사건은 여성적인 관점에서 일어나고 있다. 반식민주의 반란에 수만 명의 이보 여성들이 참가하여 영국의 식민주의가 몰고 온 불공정한 세금 수탈과 부패를 성토했다. 영국 정부에 대해 강력하게 저항하여 50여 명의 여성들이 목숨을 잃는 사건이 있기도 했다. 이는 이보 사회에서 여성들의 정치적인 힘이 얼마나 강력했는지를 보여주고 있다.

## 대표작
대표작은 다음을 포함한다.
- ≪어머니의 꿈≫(Joys of Motherhood)
- ≪In the Ditch≫
- ≪Second-Class Citizen≫
- ≪The Bride Price, Head Above Water≫
- ≪The Slave Girl≫